# Atticus Shaffer
Atticus Shaffer, född den 19 juni 1998, är en amerikansk skådespelare. Han är mest känd som Matty Newton i The Unborn och Brick Heck i The Middle och är även med i Hancock. Atticus Shaffer lider av Osteogenesis imperfecta av typ IV. Hans tillstånd hjälper honom porträttera sin rollfigur i The Middle, som skall vara cirka tre år yngre.